# جیان ماهفی توزوم
جیان ماهفی توزوم (انگلیسی: Jeyan Mahfi Tözüm; ۶ اوت ۱۹۲۸ – ۲۹ اکتبر ۲۰۲۳) بازیگر، بازیگر سینما، صدا پیشه، و بازیگر تلویزیون اهل ترکیه بود. وی بین سال‌های ۱۹۳۱ تا ۲۰۱۸ میلادی فعالیت می‌کرد.